# Phthiracarus crenophilus
Phthiracarus crenophilus är en kvalsterart som beskrevs av Rainer Willmann 1951. Phthiracarus crenophilus ingår i släktet Phthiracarus och familjen Phthiracaridae. Inga underarter finns listade i Catalogue of Life.